# Artëm Vichrov
Artëm Dmitrievič Vichrov (in russo Артём Дмитриевич Вихров?; San Pietroburgo, 21 ottobre 1992) è un cestista russo.

## Carriera
Con la Russia universitaria ha disputato le Universiadi di Kazan' 2013.